# Bad Witch
Bad Witch è il nono album in studio del gruppo musicale statunitense Nine Inch Nails, pubblicato il 22 giugno  2018 dalla The Null Corporation. L'album è il terzo ed ultimo capitolo della trilogia iniziata con gli EP Not the Actual Events (2016) e Add Violence (2017). Nelle intenzioni del gruppo, questa trilogia va ritenuta come un unico grande disco che porta avanti il medesimo concept.

## Tracce
Testi e musiche di Trent Reznor e Atticus Ross.
1. Shit Mirror – 3:06
2. Ahead of Ourselves – 3:30
3. Play the Goddamned Part – 4:51
4. God Break Down the Door – 4:14
5. I'm Not from This World – 6:41
6. Over and Out – 7:49